# Tonight's the night (nummer van Neil Young)
Tonight's the night is een lied dat werd geschreven door Neil Young. Het was de titelsong van zijn elpee in 1975. In Japan verscheen het ook op een single; daar stond New mama op de B-kant.
Het lied geeft vanwege het drugsgebruik een apathisch beeld van de rock-'n-rollscene. Als hoofdpersoon in het nummer wordt Bruce Berry genoemd die roadie was toen Young nog deel uitmaakte van Crosby, Stills, Nash & Young. Kort voor Young het nummer schreef was Berry overleden aan een overdosis heroïne. Tonight's the night is het openingsnummer en zet daarmee ook meteen de toon voor de rest van zijn elpee.
Het nummer kwam in 1979 terug op zijn live-album Live rust. Er verschenen verschillende covers van andere artiesten, zoals van Colin Linden (Borrowed tunes, 1994) en Chris Cacavas (This note's for you too!, 1999). Daarnaast verscheen er nog een medley uit twee nummers van Henry Kaiser (The bridge - A tribute to Neil Young, 1989) – het tweede, The needle and the damage done, ging over de dodelijk overdosis van Danny Whitten, de gitarist van Youngs begeleidingsband Crazy Horse.